# اچ‌ام‌اس دواستاشن (۱۸۰۴)
اچ‌ام‌اس دواستاشن (۱۸۰۴) (به انگلیسی: HMS Devastation (1804)) یک کشتی بود که طول آن ۱۰۴ فوت (۳۲ متر) بود.